# Slavko Dujić
Slavko Dujić (Knin, 5. siječnja 1959.), hrvatski slikar.
Akademski slikar Slavko Dujić završio je Pedagošku akademiju odsjek povijest i zemljopis u Banjoj Luci. Likovnu akademiju (Stedelijke Academie voor Schone Kunsten) završio u Hasseltu u Belgiji. Specijalizirao apstraktno slikarstvo kod profesora Josa Jacobsa 2002 godine. Član je profesionalnih umjetnika Nizozemske a odnedavno i član Euro-Talents organizacije za promociju novih umjetnika u Europi i svijetu.
Pozvan je od strane "the International Scientific Committee" da sudjeluje na Biennale Florence 2007. 
Redovito izlaže u Nizozemskoj, Belgiji i Francuskoj, Italiji i Njemačkoj.

## Vanjske poveznice
- Službene stranice